# Basso Alentejo (provincia)

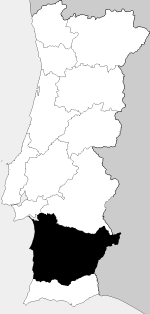
Antica provincia del Basso Alentejo

Il Basso Alentejo era un'antica provincia (o regione naturale) del Portogallo, istituita formalmente con una riforma amministrativa del 1936. Le province non avevano alcuna funzione pratica e scomparvero con la Costituzione del 1976. 
Confinava a nord con l'Alto Alentejo, a nord ovest con l'Estremadura, a ovest con l'Oceano Atlantico, a sud con l'Algarve e a est con la Spagna (province di Badajoz in Estremadura e Huelva in Andalusia). 
La regione contava 18 comuni, con l'intero distretto di Beja e la metà sud di quello di Setúbal. Il suo capoluogo era Beja.
- Distretto di Beja: Aljustrel, Almodôvar, Alvito, Barrancos, Beja, Castro Verde, Cuba, Ferreira do Alentejo, Mértola, Moura, Odemira, Ourique, Serpa, Vidigueira

- Distretto di Setúbal: Alcácer do Sal, Grândola, Santiago do Cacém, Sines

Attualmente, il suo territorio è diviso tra le subregioni dell'Alentejo del Basso Alentejo e dell'Alentejo Litorale.